# ケフェウス座イプシロン星
ケフェウス座ε星（英語: Epsilon Cephei)は、ケフェウス座の方向にある4等級の恒星である。

## 特徴
ガイア計画によって算出された年周視差の値に基づくと、地球からは約86光年離れている。視等級は4.19等級で、裸眼で観測することができる。
黄白色に光るF型の恒星で、スペクトル分類ではF0V (Sr II)型またはF0IV型に分類される。これらのスペクトル分類は、ケフェウス座ε星が過剰なストロンチウムを含んでいるF型主系列星、もしくは主系列星の段階ヵら進化したF型準巨星であることを意味している。また、59.388分の周期で4.15等級から4.21等級まで視等級が変化するたて座デルタ型変光星でもある。赤外線の過剰な放射が観測されており、ケフェウス座ε星から62 au離れた位置に温度65 Kの塵円盤が存在することが示されている。この塵円盤の合計質量は、地球質量の6.6%になるとされている。
ケフェウス座ε星は位置角90 ± 10°の方向に330 ± 50 ミリ秒離れた位置に暗い伴星を持つ。この距離を天文単位に換算すると、伴星は見かけ上主星から8.6 ± 1.4 au離れた位置に見えることになる。このようにとても接近した距離に別の恒星が偶然位置する確率は100万分の1程度なので、この2つの恒星は恐らく物理的に関連している連星系と考えられている。もしそうであれば、塵円盤は周連星円盤ということになる。この伴星がヒッパルコスの観測で検出されなかったという事実は、伴星に軌道離心率が非常に高いことを示している。伴星のKバンドでの視等級が7.8等級で、スペクトル分類は恐らくK8 - M2型である。

## 命名
ケフェウス座ε星はとかげ座α星、4番星、9番星、はくちょう座π1星、π2星、HD 206267、とかげ座β星、カシオペヤ座σ星、ρ星、τ星、AR星、アンドロメダ座3番星、7番星、8番星、λ星、κ星、ι星及びψ星と共に中国語で「飛行するヘビ」を意味する騰蛇（Téng Shé）と呼ばれる星官を形成している。ケフェウス座ε星はこの星官の9番目の星とされているので、騰蛇九と呼ばれる。